# Perigosas Peruas
Perigosas Peruas é uma telenovela brasileira produzida pela TV Globo e exibida de 10 de fevereiro a 28 de agosto de 1992, em 173 capítulos. Substituindo Vamp e sendo substituída por Deus Nos Acuda, sendo a 46ª "novela das sete" exibida pela emissora.
Escrita por Carlos Lombardi, com colaboração de Maurício Arruda e supervisão de texto de Lauro César Muniz com direção geral de Roberto Talma.
Contou com Vera Fischer, Sílvia Pfeifer, Mário Gomes, John Herbert, Cláudia Lira, Alexandre Frota, Flávio Migliaccio, Françoise Forton, Tato Gabus Mendes, Guilherme Karan, Beth Goulart, Nicette Bruno, José Lewgoy e Cassiano Gabus Mendes nos papéis principais.

## Enredo
Amigas desde a infância, Cidinha e Leda seguiram caminhos opostos: a primeira virou uma dona-de-casa que jamais pensou em trabalhar fora, e a segunda tornou-se uma profissional bem sucedida, com aversão a casamento e filhos. Em comum, apenas um amor do passado: Belo, filho da italiana Dona Gema, o qual acabou por se casar com Cidinha.
O que Cidinha não sabe é que, durante a sua gravidez, Leda também esperava um bebê de Belo e que, com a morte prematura do bebê de Cidinha, Belo havia trocado os bebês na maternidade.
De volta ao Brasil depois de anos de sucesso profissional no exterior, Leda irá reivindicar a guarda da filha com Cidinha. Mas Belo trabalha para os Torremolinos, uma família poderosa da Máfia, chefiada pelos primos Franco e Branco. E eles envolvem Belo em uma grande enrascada: ou ele mata Leda e Cidinha, ou eles o matam.

## Elenco
| Ator                  | Personagem                               |
| --------------------- | ---------------------------------------- |
| Vera Fischer          | Maria Aparecida Falcão Belotto (Cidinha) |
| Sílvia Pfeifer        | Leda Vallenari                           |
| Mário Gomes           | Antônio Belotto (Belo)                   |
| Alexandre Frota       | Ângelo Garcia (Jaú)                      |
| Guilherme Karan       | Hector Torremolinos                      |
| Cassiano Gabus Mendes | D. Franco Torremolinos                   |
| Beth Goulart          | Diana Torremolinos                       |
| Cláudia Lira          | Manuela Torremolinos                     |
| Gerson Brener         | Giovanni Barbieri                        |
| José Lewgoy           | D. Branco Torremolinos                   |
| John Herbert          | Cervantes                                |
| Tato Gabus Mendes     | Paulinho Pamonha (Paulo)                 |
| Françoise Forton      | Caroline                                 |
| Bianca Byington       | Stephanie Bergman Della Chiesa (Teia)    |
| Rômulo Arantes        | Otávio Leitão Della Chiesa (Téio)        |
| Nair Bello            | Gema Belotto (Dona Gema)                 |
| Nicette Bruno         | Vivian Bergman                           |
| Irving São Paulo      | Johann Boll                              |
| Fabiana Scaranzi      | Joana Carvalho                           |
| Flávio Migliaccio     | Venâncio Falcão                          |
| Felipe Martins        | João Falcão (João Maluco)                |
| Sílvia Buarque        | Maria Cecília Villar (Maria Doida)       |
| Nicole Puzzi          | Irma                                     |
| Flávio Colatrello Jr. | Baby Face                                |
| Carlos Kroeber        | Michelângelo Belotto                     |
| Rosita Thomaz Lopes   | Walkíria Souto Maior                     |
| Alberto Baruque       | Romano Garcia                            |
| Leina Krespi          | Ambrósia Garcia                          |
| Ana Paula Bouzas      | Pimenta                                  |
| André Di Mauro        | Dentinho                                 |
| Victor Branco         | Paulo Henrique (P.H.)                    |
| Cissa Guimarães       | Zuleica (Zu)                             |
| Fernanda Muniz        | Irina                                    |
| Natália Lage          | Andrea Falcão Belotto (Tuca)             |
| Igor Logullo          | Antônio Belotto Filho (Toninho)          |
| Adriana Valbon        | Suzana Falcão Belotto (Zazá)             |
| Alberto Neves         | Pinduca                                  |

### Participações especiais
- Guilherme Leme - Gabriel Fernandes (Anjo)
- João Vitti - Jonatas
- Ivan Cândido
- Ilya São Paulo - Robles
- Inês Galvão - Joaninha (Joana)
- Luiz Magnelli - Raimundo
- Demian Temponi - Victor
- Viviane Novaes Reis - Patrícia
- Márcia Dornelles - Mayara
- Gibran Chalita - Flavinho
- Chaguinha - operário
- Hilton Cobra - operário
- Vitor Hugo - Caco
- Lorena da Silva - Ana Jocasta
- Tatyane Goulart - Marília
- Tatiana Toffoli - Bia
- João Phelipe - Tatá
- Raul Cortez - cartomante
- Isabela Garcia - Violeta
- Bia Seidl - advogada de Cidinha
- Felipe Sabag - Dom Federico Visconti
- Marina Lima - ela mesma
- Iara Jamra - Tina
- Cleyde Blota - mãe da Maria Doida
- Cininha de Paula - Batista (presidiária)
- Cristina Pereira - funcionária da maternidade
- Carlos Gregório - corregedor
- Cosme dos Santos - Puxete (chefe de uma quadrilha que rouba veículos)
- Ernani Moraes - presidiário
- Armando Madureira - advogado de Cidinha
- Paulo Pompéia

## Exibição

### Outras Mídias
Nunca reprisada, foi disponibilizada na íntegra no Globoplay em 13 de janeiro de 2025, como parte do Projeto Resgate.

## Bastidores

### Adiamentos
A novela estrearia no segundo semestre de 1990, em substituição a novela Mico Preto, chegando, inclusive, a ser noticiada na época pela imprensa. Lua Cheia de Amor, estava cotada para o horário das 18 horas, provavelmente após o término de Barriga de Aluguel em 1991. Porém, em outubro de 1990 a emissora noticiou que a nova novela das sete seria "Lua Cheia de Amor" mesmo, então Perigosas Peruas acabou entrando no ar em 1992, após Vamp, sucessora de Lua Cheia de Amor.

### Participações
Perigosas Peruas contou com a participação do novelista Cassiano Gabus Mendes, que interpretou o patriarca dos Torremolinos, Dom Franco. Cassiano faleceu um ano após sua participação na obra, em 18 de agosto de 1993, após finalizar sua última novela, O Mapa da Mina.

### Negociações para saída de Alexandre Frota
A sucessora de Pedra Sobre Pedra seria a novela Renascer, de Benedito Ruy Barbosa. Porém, com o atraso na produção da obra, a TV Globo subiu Gloria Perez para o horário nobre com De Corpo e Alma. Durante a concepção da novela, Glória atribuiria o personagem Bira para Alexandre Frota, que ainda estava no ar na trama de Carlos Lombardi. Como as gravações da nova atração das oito começaram quando Perigosas Peruas ainda estava sendo gravada, Lombardi não liberou Frota para a novela de Glória. Como resultado disso, o diretor Roberto Talma, que era o mesmo de Perigosas Peruas, buscou no banco de atores da emissora outra pessoa, com características físicas semelhantes, para a substituição de Alexandre Frota. Então o papel do motorista de ônibus Bira acabou com Guilherme de Pádua.

## Trilha sonora

### Nacional
- Fonte:[6]

A trilha sonora nacional trazia de volta às novelas o grupo "As Frenéticas" com o tema de abertura. Destaques também para a versão da música "Será" da banda Legião Urbana, cantada por Simone, "Eu Te Amo" cantada pela dupla Zezé Di Camargo & Luciano em inicio de carreira, Vange Leonel, famosa pela canção Noite Preta da novela anterior Vamp, de volta com "Esse Mundo", Erasmo Carlos e até Rômulo Arantes.
Capa: Alexandre Frota
1. "Perigosas Peruas" - As Frenéticas (tema de abertura)
2. "Eu Não Sei Dançar" - Marina (tema de Cidinha)
3. "Sábado" - Os Paralamas do Sucesso (tema de Tuca)
4. "Será" - Simone (tema de Leda)
5. "Tô Indo Embora" - Sandra de Sá (tema de João)
6. "Coisas da Paixão" - Emílio Santiago (tema de Téio e Téia)
7. "Torremolinos" - Nova Era (tema da família Torremolinos)
8. "Eu Te Amo (And I Love Her)" - Zezé Di Camargo & Luciano (tema de Cidinha)
9. "Situação Mágica" - Instrumental
10. "Fêmea" - Fábio Jr. (tema de Jaú)
11. "Glória" - Sílvia Patrícia (tema de Leda)
12. "Sentado À Beira Do Caminho" - Erasmo Carlos (tema de Paulinho Pamonha)
13. "Profissional da Noite" - Rômulo Arantes (tema de Téio)
14. "Baila Baila Manuela" - Espírito Cigano (tema de Manuela)
15. "Saga" - Nova Era
16. "Esse Mundo" - Vange Leonel (tema de Maria)
17. "Ritmo Quente" - Instrumental

### Internacional
- Fonte:[8]

Capa: Mário Gomes
1. "All Together Now" - The Farm (tema de Hector)
2. "Spending My Time" - Roxette  (tema de Cidinha)
3. "I'm Too Sexy" - Right Said Fred (tema de locação: Rio de Janeiro)
4. "Senza Una Donna (Without a Woman)" - Zucchero feat. Paul Young (tema de Tuca)
5. "Change" - Lisa Stansfield (tema de Manuela)
6. "I Just Wanna Have You" - Megabeat (tema romântico geral)
7. "Give It Away" - Red Hot Chili Peppers (tema de núcleo dos policiais)
8. "Milonga" - Julio Iglesias (tema de Venâncio)
9. "Slipping Away" - Information Society (tema de Leda)
10. "Get Ready for This" - 2 Unlimited (tema de locação: boates)
11. "Tears In Heaven" - Eric Clapton (tema de Téio e Téia)
12. "Hold On My Heart" - Genesis (tema de Diana)
13. "Just You And Me" - Garry Thorts (tema de Vivian e Venâncio)
14. "Innocence" - Deborah Blando (tema de João e Pimenta)